# Larry Ewing

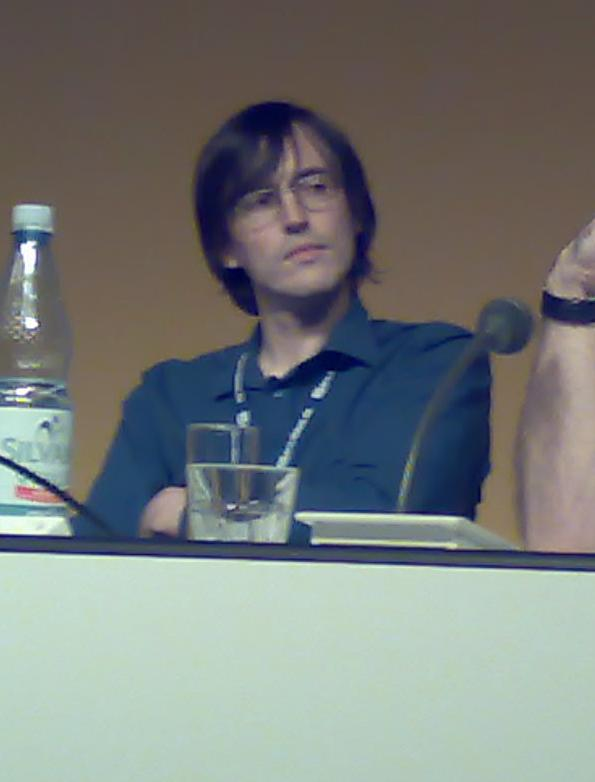
Ewing in 2007

Larry Ewing is een Amerikaanse computerprogrammeur die bekend is als de ontwerper van de Linuxmascotte Tux. Hij heeft ook het Ximianlogo ontworpen en werkt mee aan:
- F-Spot: een project om foto's te beheren;
- GtkHTML: een snelle en slordige HTML-renderer en wordt in diverse vrijesoftwareprojecten gebruikt;
- Evolution: een alles-in-een-mailer, een kalender en een contactbeheerder;
- GIMP: een fotobewerkingsprogramma.